# Seigneurie de Léon
Pour les articles homonymes, voir Léon.
 (février 2022).

Armes du pays de Léon

La seigneurie de Léon puis principauté de Léon est un ancien fief breton situé dans le pays de Léon dans le nord-ouest de la Bretagne (sur le territoire de l'actuel département du Finistère). Cette seigneurie est un démembrement de l'ancienne vicomté de Léon survenu à la fin du XIIe siècle. La seigneurie de Léon est un vaste fief qui comprenait une soixantaine de paroisses et de trèves. Les terres de la seigneurie sont situées autour de la vallée de l’Élorn, de Landerneau, son chef-lieu, et du château de La Roche-Maurice. À l'origine, la seigneurie est détenue par la branche cadette des vicomtes de Léon. Son fondateur fut Hervé Ier. À la suite de la mort sans héritier d'Hervé VIII de Léon, le fief passa dans les mains des vicomtes de Rohan. Au milieu du XVIe siècle, le fief prit le nom de « principauté de Léon ». Landerneau, Landivisiau, Daoulas, Coat-Méal, Penzé et La Roche-Maurice furent les sièges des juridictions de cette vaste seigneurie bretonne.

## Histoire
Au XIIe siècle, les vicomtes de Léon se révoltent contre Henri II d'Angleterre afin d'échapper à la mainmise de la maison Plantagenêt sur le duché de Bretagne. En 1179, à la mort de Guyomarch IV de Léon, qui se soumit au pouvoir ducal quelque temps auparavant, Henri II d'Angleterre confisque les terres de la vicomté de Léon. À la suite de la confiscation de Morlaix par le duc Geoffroy Plantagenêt, les deux fils de Guyomarch IV, Guyomarch V et Hervé, récupèrent leur héritage. Guyomarch V de Léon reçoit les châtellenies de Lesneven, Brest, Saint-Renan et Le Conquet ainsi que le titre de vicomte. Hervé, lui, reçoit les terres de Landerneau et de Daoudour, ainsi que la seigneurie de Coat-Méal. En tant que juveigneur, c'est-à-dire cadet apanagé, Hervé doit se contenter du titre de seigneur de Léon, branche cadette de la famille de Léon, qui parvient à se maintenir autour de son fief de La Roche-Maurice pendant 8 générations (de Hervé Ier à Hervé VIII de Léon).

## Liste des seigneurs et princes de Léon

### Seigneurs de Léon

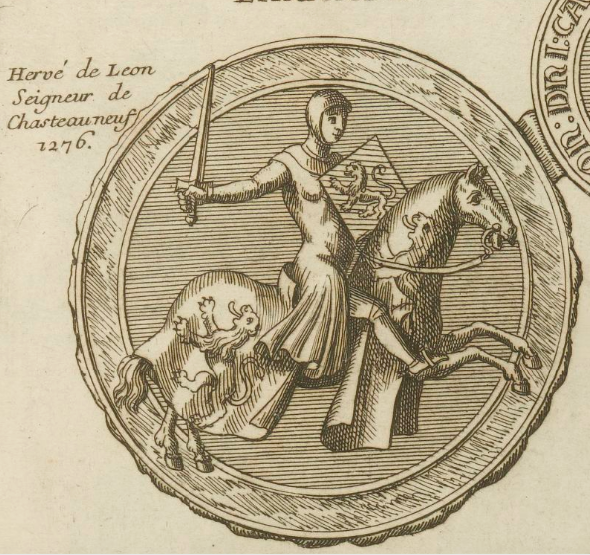
Sceau d'Hervé IV, seigneur de Léon

- Hervé Ier de Léon : fils cadet de Guyomarch IV de Léon et de Nobilis (Nobile), meurt en juillet 1203.
- Hervé II de Léon : fils du précédent, marié avec Anne (?) d'Hennebont. Il meurt en 1218.
- Hervé III de Léon : fils du précédent, marié avec Marguerite de Châteauneuf (fille cadette d'Hugues IV de Châteauneuf, seigneur de Châteauneuf-en-Thymerais et Senonches, et d'Éléonore de Dreux). Il meurt vers 1241[2].
- Hervé IV de Léon : fils du précédent, marié vers 1260 avec Mathilde de Poissy dame de Noyon-sur-Andelle, Radepont, Hacqueville, Acquigny en partie, meurt vers 1290, enterré à l'abbaye de Fontaine-Guérard[3]. Il échange en septembre 1281 avec le roi Philippe III le Hardi, tous ses biens en Châteauneuf et Senonches. Cette partie de l'héritage passa aux mains de Louis de Valois, comte de Chartres, auquel était échue la terre de Châteauneuf-en-Thymerais. Mort sans enfants en 1329, le roi Philippe VI donna à son frère Charles II de Valois, comte d'Alençon et du Perche, une part dans l'héritage de leur frère, et lui assigna entre autres terres, par acte de mai 1335 Châteauneuf-en-Thimerais, Senonches, Champrond.
- Hervé V de Léon : fils du précédent, meurt en 1304
- Hervé VI de Léon : fils du précédent, mort en 1337, époux de Jeanne de Montmorency.
- Hervé VII de Léon : fils du précédent, mort en 1344, époux de Marguerite d'Avaugour, seigneur de Noyon-sur-Andelle.
- Hervé VIII de Léon : fils du précédent, né en 1341, meurt en 1363. Son acte de naissance a été conservé : « L'an de Notre Seigneur 1341, le dimanche après la translation de Saint-Martin, la nuit, deux heures environ avant le lever du soleil, naquit à la Roche-Morice, Hervé de Léon issu de parents de la plus haute noblesse. Il eut pour père Monseigneur Hervé de Léon et pour mère Madame Marguerite d'Avaugour (…) ».

Pendant la guerre de succession de Bretagne qui commence en 1341, les seigneurs de Léon prennent le parti de Charles de Blois notamment en raison de leurs liens avec la maison d´Avaugour. Hervé VII de Léon est capturé par les Anglais en 1342 et passe deux années enfermé dans la Tour de Londres. Il meurt en 1344 peu après sa libération. Le fief de la Roche-Maurice revient alors à son fils Hervé VIII de Léon âgé alors de 3 ans. Une mention sur la bible des seigneurs de Léon indique que ce fils est né à La Roche-Maurice en 1341. Pendant la guerre de succession de Bretagne, la situation est confuse. Le dernier seigneur de Léon meurt en 1363 sans héritier. Le fief revient par mariage à Jean Ier de Rohan.
En 1363, Hervé VIII meurt sans héritier : la seigneurie de Léon échoit à sa sœur, Jeanne, épouse de Jean Ier de Rohan. La seigneurie dépend donc désormais de la maison de Rohan. Pendant 150 ans, en attendant de devenir vicomtes de Rohan, les fils aînés de Rohan s´installent jusqu'en 1517 dans le château de La Roche-Maurice sous le titre de seigneur de Léon.
- Édouard de Rohan, fils de Jean Ier de Rohan, meurt sans héritier.
- Alain IX de Rohan, neveu du précédent, fils d'Alain VIII de Rohan, petit-fils de Jean Ier de Rohan, meurt en 1462
- Jean II de Rohan, fils du précédent, meurt en 1517
- Jacques de Rohan, fils du précédent, meurt en 1527
- Anne de Rohan, sœur du précédent, meurt en 1529
- René Ier de Rohan, fils de la précédente, meurt en 1552, prend le titre de Prince de Léon vers 1530

### Princes de Léon
Les vicomtes de Rohan s'attribuent à tort le titre de prince de Léon au début du XVIe à cause de la possession de la sirerie de Léon qui cependant au Moyen Âge ne portait que le titre de vicomté et qui ne fit jamais l'objet d'une érection en principauté. Il est depuis porté comme titre de courtoisie dans la maison de Rohan-Chabot par l'héritier du titre de duc de Rohan. 

Armes de la maison de Rohan

Armes de la maison de Rohan-Chabot

- René Ier de Rohan, meurt en 1552, prend le titre de prince de Léon vers 1530
- Henri Ier de Rohan
- René II de Rohan
- Henri II de Rohan
- Marguerite de Rohan
- Henri de Chabot
- Louis de Rohan-Chabot
- Louis II de Rohan-Chabot
- Louis-Marie-Bretagne de Rohan-Chabot
- Louis-Antoine de Rohan-Chabot
- Alexandre-Louis-Auguste de Rohan-Chabot
- Louis François Auguste de Rohan-Chabot (1788-1833)
- Fernand de Rohan-Chabot
- Charles de Rohan-Chabot
- Alain de Rohan-Chabot (1844-1914)
- Josselin de Rohan-Chabot
- Alain de Rohan
- Josselin de Rohan